# Primula cicutariifolia
Primula cicutariifolia är en viveväxtart som beskrevs av Ferdinand Albin Pax. Primula cicutariifolia ingår i släktet vivor, och familjen viveväxter. Inga underarter finns listade i Catalogue of Life.